# Síndrome de París

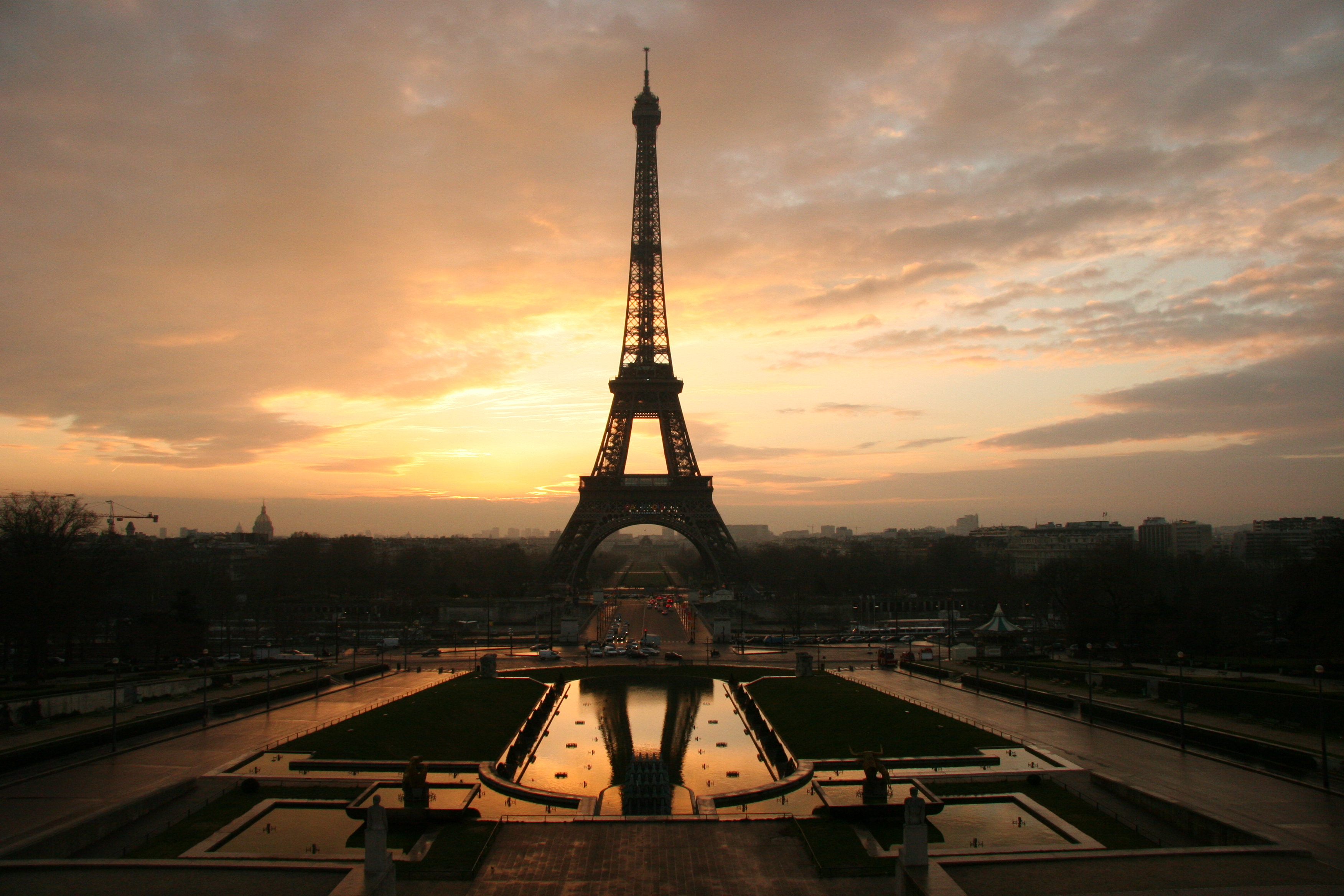
La Torre Eiffel, París

El síndrome de París (en francés: Syndrome de Paris, en japonés: パリ症候群, Pari shōkōgun) es un trastorno psicológico transitorio encontrado en algunos individuos que visitan de vacaciones París como resultado del choque extremo derivado de su descubrimiento de que París no es lo que esperaban que fuera. Está caracterizado por un número de síntomas tales como una aguda desilusión, alucinaciones, sentimientos de persecución (la percepción de ser víctima de algún perjuicio, agresión u hostilidad de los demás), desrealización, despersonalización, ansiedad y también manifestaciones psicosomáticas tales como mareos, taquicardia, aumento de la sudoración y otros síntomas.

## Historia
El profesor Hiroaki Ota, un psiquiatra japonés que trabajaba en Francia, está acreditado como la primera persona que diagnosticó esta condición en 1986. En cualquier caso, el trabajo posterior de Youcef Mahmoudia, médico del hospital Hôtel-Dieu de París, indica que el síndrome de París es «una manifestación de psicopatología relacionada con el viaje, más allá de un síndrome del viajero».
Él teorizó que el resultado de la excitación resultante de la visita de París causa aceleración del corazón, causando mareos y dificultad para respirar, que resulta en alucinaciones de forma similar al síndrome de Stendhal descrito por la psicóloga italiana Graziella Magherini en su libro La sindrome di Stendhal.

## Susceptibilidad
Se ha observado que los visitantes japoneses son especialmente susceptibles. Fue notificado por primera vez en Nervure, publicación francesa de psiquiatría, en 2004. De los 6 millones de visitantes anuales estimados el número de casos reportados no es significante: de acuerdo con un administrador en la embajada japonesa en Francia, solo unos 20 turistas japoneses al año son afectados por este síndrome. La susceptibilidad de los japoneses puede ser debida a la popularidad de París en la cultura japonesa y la notablemente idealizada imagen de París en la publicidad japonesa.
Mario Renoux, el presidente de la Asociación Médica Franco-Japonesa, dice en su artículo de la publicación Libération, "Des Japonais entre mal du pays et mal de Paris" ("Los japoneses están atrapados entre la nostalgia y la enfermedad de París") (13 de diciembre de 2004), que las revistas japonesas son las responsables primarias de la creación de este síndrome. Renoux indica que los medios de comunicación japoneses, y en particular las revistas, a menudo representan París como un lugar donde la mayoría de las personas en la calle parecen modelos y muchas mujeres visten con ropa de alta costura. Desde esta perspectiva, el desorden es causado por representaciones positivas de la ciudad en la cultura popular, lo que conduce a una inmensa decepción, ya que la realidad de experimentar la ciudad es muy diferente de las expectativas: los turistas se enfrentan a una ciudad superpoblada y repleta de basura (especialmente si se compara con la metrópolis japonesa) y una actitud poco acogedora de los trabajadores de la hostelería franceses, así como comerciantes, restaurantes y personal hotelero. Sin considerar los mayores riesgos de seguridad a los que los turistas, acostumbrados a ciudades más seguras, están expuestos de repente.
La embajada japonesa tiene una línea 24 horas para ayudar a los turistas japoneses que lo sufren. De acuerdo con un artículo de BBC, lo sufren unos 12 japoneses al año, la mayoría mujeres que rondan los 30 y que realizan su primer viaje al extranjero. Los educados turistas japoneses que llegan a la ciudad son incapaces de separar la visión idealizada de la ciudad creada a partir de películas como Amelie, de la realidad multiétnica de la ciudad y del fuerte carácter de los franceses.